# Itoplectis cristatae
Itoplectis cristatae är en stekelart som beskrevs av Iwata 1961. Itoplectis cristatae ingår i släktet Itoplectis och familjen brokparasitsteklar. Inga underarter finns listade i Catalogue of Life.